# Thanks for the Memory
"Thanks for the Memory" es una canción popular compuesta por Ralph Rainger en 1938, con letra de Leo Robin, para la película The Big Broadcast of 1938, donde era cantada por Bob Hope y Shirley Ross; la canción ganó el premio Óscar a la mejor canción original de dicho año.
Además la canción fue seleccionada en la popular lista de las 100 canciones más representativas del cine estadounidense que realizó en el año 2004 el American Film Institute, donde se situó en la posición número 63.